# モンテオドリージオ
モンテオドリージオ（イタリア語: Monteodorisio）は、イタリア共和国アブルッツォ州キエーティ県にある、人口約2,500人の基礎自治体（コムーネ）。

## 地理

### 位置・広がり

#### 隣接コムーネ
隣接するコムーネは以下の通り。
- クペッロ
- フルチ
- ジッシ
- ポッルトリ
- シェルニ
- ヴァスト